# Regina Lund
Regina Charlotta Theodora Lund (født 17. juli 1967) er en svensk skuespillerinde. Hun blev i 2000 nomineret til en Guldbagge for sin rolle i filmen Søen (1998), der instrueret af Hans Åke Gabrielsson.
Andre af hendes roller inkluderer tv-serien Rederiet, hvor hun spillede rollen som Mona Kjellgren. I 2004 medvirkede hun i seksualoplysningsfilmen Kärlekens språk.

## Privatliv
Lund var fra 2000 til 2002 gift med skuespilleren Jonas Malmsjö. Hun er mor til en søn, der er født i 1999.

## Udvalgt filmografi
- Kronvidnet (1989, ukrediteret)
- Pariserhjulet (1993)
- Euroboy (kortfilm, 1994)
- Rederiet (tv-serie, 1994-2001)
- Rena rama Rolf (tv-serie, 1995)
- Søen (1998)
- Hånden på hjertet (2000)
- Kärlekens språk (2004)
- Wallander (tv-serie, 2006)
- Gud, lugt og hende (2008)
- Kommissæren og havet (tv-serie, 2009)
- Mera ur kärlekens språk (2009)
- One Last Game (2011)
- Bonusfamilien (tv-serie, 2018)
- Gösta (tv-serie, 2019)